# Promotelec
 (janvier 2023).
Promotelec est une association loi de 1901 fondée en 1962 qui réunit à la fois les acteurs de la filière électricité, du bâtiment et des associations de consommateurs, dont l’objectif est de favoriser l'amélioration et la sécurisation des installations électriques dans l'habitat.

## Historique
L'association (Promotelec, pour Promotion des usages de l'électricité dans le bâtiment résidentiel et le tertiaire) est créée initialement en 1962/1963, par EDF, et les organisations syndicales d'installateurs-électriciens et de la construction électrique. Le but est de favoriser l'amélioration des installations électriques des particuliers et la sécurité de ces installations.
Elle a lancé dans les années 2010 un observatoire des mutations dans l'habitat (domotique, objet connectés, etc.).

## Membres
Les membres sont : 
- ANAH
- CAPEB (Confédération de l'artisanat et des petites entreprises du bâtiment)
- CDI FNAIM
- Fédération CINOV,
- COEDIS
- EDF
- Enedis
- Familles de France
- FEDELEC,
- FFB (Fédération française du bâtiment)
- FFIE
- FNAIM
- FNCCR
- FPI,
- IGNES,
- INTUIS
- POLE HABITAT -FFB
- QUALIFELEC
- SAINT GOBAIN
- SYCABEL,
- USH (Union sociale pour l'habitat)

## Missions de l'association
Promotelec a pour mission d'étudier et proposer aux pouvoirs publics des mesures fiscales, financières et techniques sur l'utilisation de l'électricité dans l'habitat, mais aussi de diffuser l'information adéquate auprès des architectes, constructeurs, installateurs, et usagers. La sécurité électrique des installations est au cœur de ses activités ainsi que le développement des nouveaux usages électriques ( Pompes à chaleur, IRVE, Photovoltaïque, réseaux de communication…) devant être installés en tenant compte de l'état de l'installation électrique des logements. L'association diffuse des podcasts, des brochures et des informations destinés aux particuliers et professionnels. Sa filiale commerciale "Promotelec Services" est un certificateur de bâtiments ( dans le neuf, en rénovation et dans le tertiaire) effectue des diagnostics et délivre des certifications et labels,.
Du fait de son origine, cette association s'est trouvée quelquefois mise en cause, dans l'information qu'elle dispense et les positions qu'elle adopte entre la volonté de développer l'usage de l'électricité, qui est l'objectif au cœur de sa création, et la nécessité d'une maîtrise des dépenses énergétiques,.